# Urbano Navarrete
Urbano Navarrete Cortés, né le 25 mai 1920 à Camarena de la Sierra en Espagne et mort le 22 novembre 2010 à Rome, est un prêtre jésuite espagnol, professeur de droit canon et recteur émérite de l'Université pontificale grégorienne de Rome. Il est créé cardinal en 2007 par Benoît XVI.

## Biographie

### Études
Urbano Navarrete entre dans la Compagnie de Jésus à 17 ans. Il obtient une licence de philosophie à Barcelone, une licence de théologie à Burgos, puis un doctorat en droit canonique à l'Université pontificale grégorienne de Rome.

### Prêtre
Il est ordonné prêtre le 31 mai 1952. Il retourne en 1958 à l'Université pontificale grégorienne comme professeur de droit canonique. Il devient le doyen de cette faculté, charge qu'il occupe 15 ans, et recteur de l'Université pendant 6 ans.
Pour le Saint-Siège, il participe au groupe de travail chargé de la révision du droit matrimonial dans le Code de droit canonique et celui des Canons des Églises catholiques orientales. Il participe également à la Commission pontificale pour la rédaction de l'Instruction «Dignitas Connubii» sur les procès matrimoniaux.
Il est consulteur de plusieurs dicastères de la Curie romaine : la Congrégation pour la doctrine de la foi, le Tribunal suprême de la Signature apostolique et le Conseil pour l'interprétation des textes législatifs.

### Cardinalat
Benoît XVI le crée cardinal lors du consistoire du 24 novembre 2007 avec le titre de cardinal-diacre de S. Ponziano. Comme plusieurs autres Jésuites avant lui (Henri de Lubac, Avery Dulles, Roberto Tucci, Tomas Spidlik) il demande au pape et obtient la permission de ne pas être ordonné évêque.

### Distinctions
Urbano Navarrete est docteur honoris causa de l'Université pontificale de Salamanque et de l'Université catholique Péter Pásmány de Budapest.